# Jasnaja Poljana
Jasnaja Poljana (rus.: Ясная Поляна) je gazdinstvo u Rusiji koje je bilo dom piscu Lavu Tolstoju. Jasnaja Poljana se nalazi 12 km jugozapadno od grada Tula. Lav Tolstoj je u Jasnoj Poljani napisao Rat i mir i Anu Karenjinu.
Tolstoj je rođen, živio i pokopan na Jasnoj Poljani. Ovo gazdinstvo je 1921. pretvoreno u muzej koji obuhvaća Tolstojevu vilu, školu koju je on osnovao i park u kojem je pokopan. 

## Vanjske poveznice
- yasnayapolyana.ru  Arhivirana inačica izvorne stranice od 22. travnja 2008. (Wayback Machine)